# Вејверли (Небраска)
Вејверли (енгл. Waverly) град је у америчкој савезној држави Небраска.

## Демографија
По попису из 2010. године број становника је 3.277, што је 829 (33,9%) становника више него 2000. године.
| Група             | 2000.         | 2010.         |
| Белци             | 2.389 (97,6%) | 3.187 (97,3%) |
| Афроамериканци    | 3 (0,1%)      | 5 (0,2%)      |
| Азијати           | 7 (0,3%)      | 9 (0,3%)      |
| Хиспаноамериканци | 20 (0,8%)     | 47 (1,4%)     |
| Укупно            | 2.448         | 3.277         |